# Erebia rowlandides
Erebia rowlandides är en fjärilsart som beskrevs av Curt Eisner 1946. Erebia rowlandides ingår i släktet Erebia och familjen praktfjärilar. Inga underarter finns listade i Catalogue of Life.